# 名古屋市立旗屋小学校
名古屋市立旗屋小学校（なごやしりつ はたやしょうがっこう）は、名古屋市熱田区夜寒町の公立小学校。

## 沿革

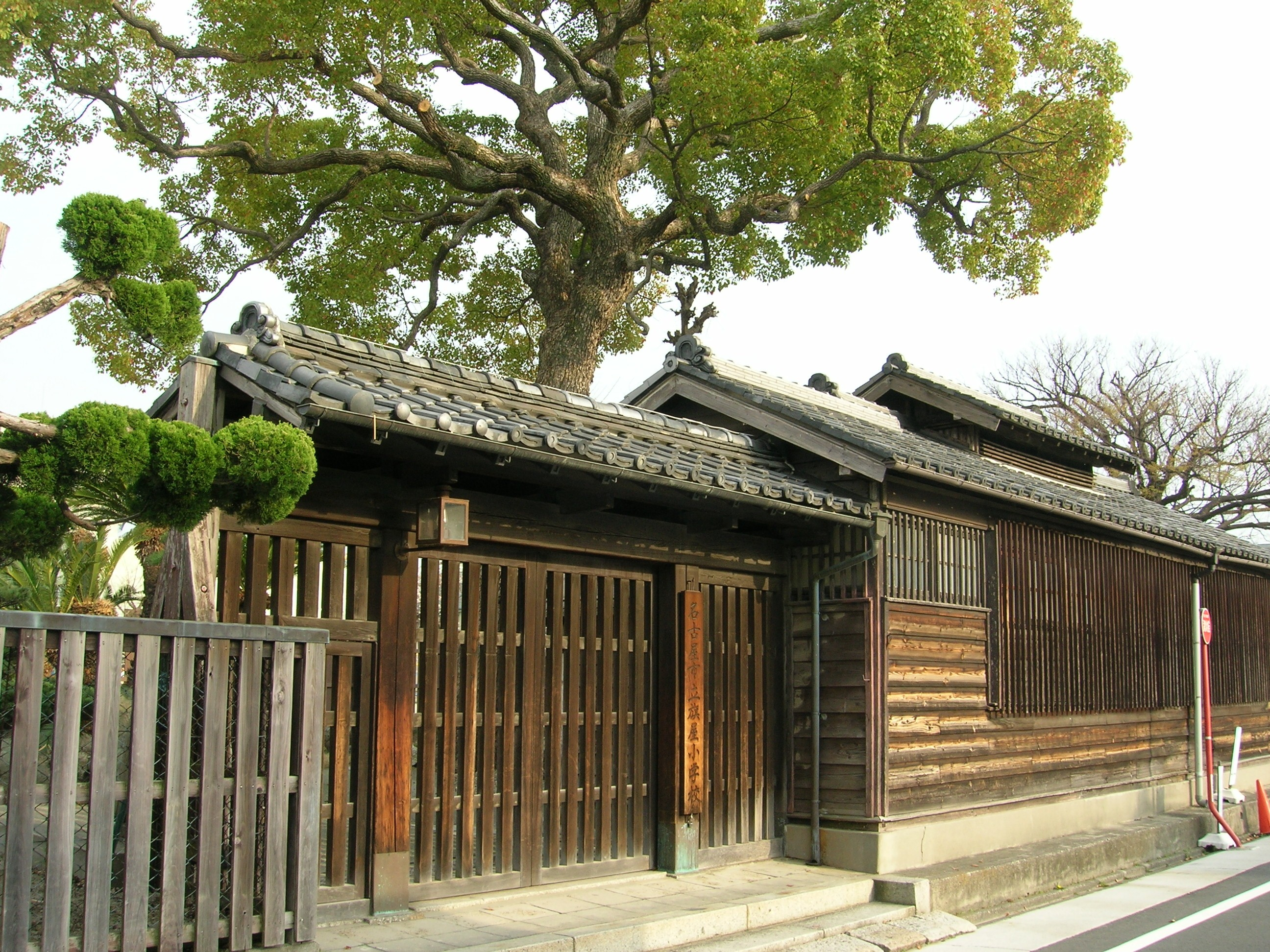
校門（2013年3月）

- 1909年（明治42年） - 名古屋市第九高等小学校の教室を利用し、名古屋市旗屋尋常小学校として創立[1]。このとき、当校の特徴である武家屋敷長屋門造りの校門および日本現存最古のピアノである「山葉1号」が寄贈される[1]。
- 1912年（明治45年） - 校舎が新築され、また、名古屋市内最初となる雨天体操場が設置される[1]。
- 1917年（大正6年） - 伝馬尋常小学校成立により、学区の一部を割譲[1]。
- 1923年（大正12年） - 森後尋常小学校成立により、学区の一部を割譲[1]。
- 1927年（昭和2年） - 高田尋常小学校成立により、学区の一部を割譲[1]。
- 1929年（昭和4年） - 校歌制定[1]。
- 1932年（昭和7年） - 名古屋市内では初となるみそ汁給食が開始される[1]。
- 1933年（昭和8年） - 共同弁当給食が開始される[1]。
- 1935年（昭和10年） - 講堂が新築される[1]。
- 1941年（昭和16年） - 旗屋国民学校と改称[1]。
- 1947年（昭和22年） - 名古屋市立旗屋小学校と改称[1]。
- 1950年（昭和25年） - 旗屋幼稚園を併設[1]。
- 1998年（平成10年） - 旗屋幼稚園を廃止[1]。
- 1999年（平成11年） - トワイライトスクール開設[1]。
- 2012年（平成24年） - 開校時からある木造校門が市の認定地域建造物資産に認定[2]。

## 通学区域
- 全て熱田区内
  - 池内町（一部）[3]
  - 五本松町（一部）[3]
  - 三本松町（一部）[3]
  - 玉の井町[3]
  - 中田町[3]
  - 旗屋町（一部）[3]
  - 旗屋一丁目[3]
  - 旗屋二丁目（一部）[3]
  - 六野一丁目[3]
  - 六野二丁目[3]
  - 横田一丁目[3]
  - 横田二丁目（一部）[3]
  - 夜寒町[3]

## 進学先中学校
- 名古屋市立沢上中学校[4]